# Shokukokin-wakashū
Shokukokin-wakashū (jap.: 続古今和歌集 auch: 続古今集 Shokukokinshū, dt. etwa Fortsetzung der Sammlung von Waka aus alter und neuer Zeit) ist eine Waka-Anthologie der Kamakura-Zeit, die vom bereits abgelösten Tennō Go-Saga (1220–1272) 1259 in Auftrag gegeben und 1265 fertiggestellt wurde. Der Kompilator der Anthologie war Fujiwara no Tameie (1198–1275), Sohn des Kompilators Fujiwara no Teika, unter Mitwirkung von Fujiwara no Motoie, Fujiwara no Ieyoshi, Fujiwara no Yukiee, und Fujiwara no Mitsutoshi. Die Anthologie umfasst 20 Rollen mit insgesamt 1.915 Waka in 10 Abschnitten.
Der Titel der Anthologie bezieht sich auf die Sammlung Kokin-wakashū.